# 티뉴스

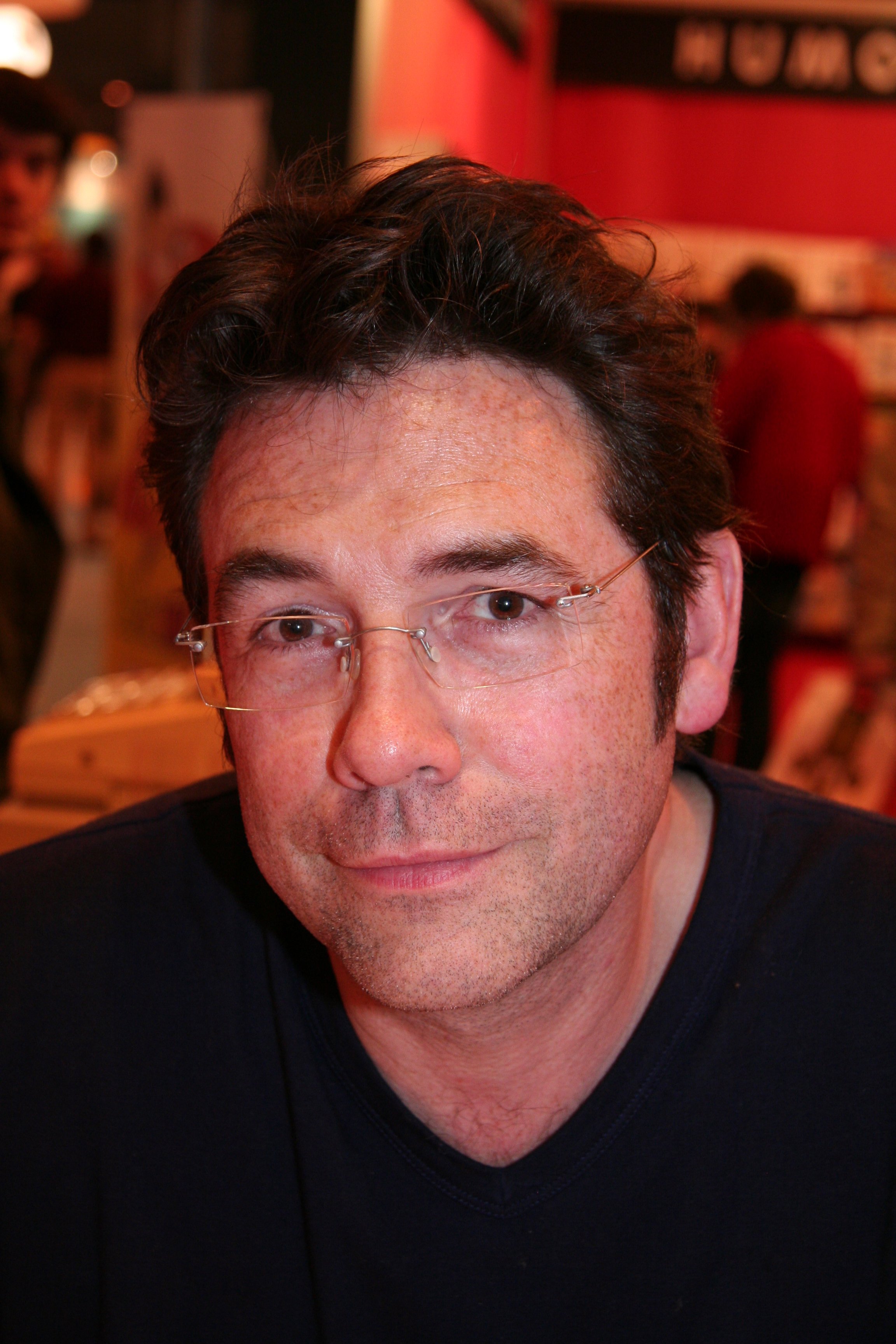
티뉴스

베르나르 벨라크(Bernard Verlhac, 1957년 1월 1일 ~ 2015년 1월 7일)는 티뉴스(Tignous)라는 필명으로 잘 알려진 프랑스의 만화가이다. 카뷔는 〈샤를리 에브도〉에서 2015년 1월 발생한 총격 사건으로 사망하였다. 카뷔는 〈샤를리 에브도〉의 직원이었다.